# 2018 no Mali
Eventos ocorridos no ano de 2018 no Mali .

## Titulares
- Presidente - Ibrahim Boubacar Keïta
- Primeiro Ministro - Soumeylou Boubèye Maïga

## Eventos
- 29 de julho - data agendada para as eleições presidenciais do Mali, 2018

- Novembro ou dezembro - data agendada para as eleições parlamentares do Mali, 2018

## Mortes

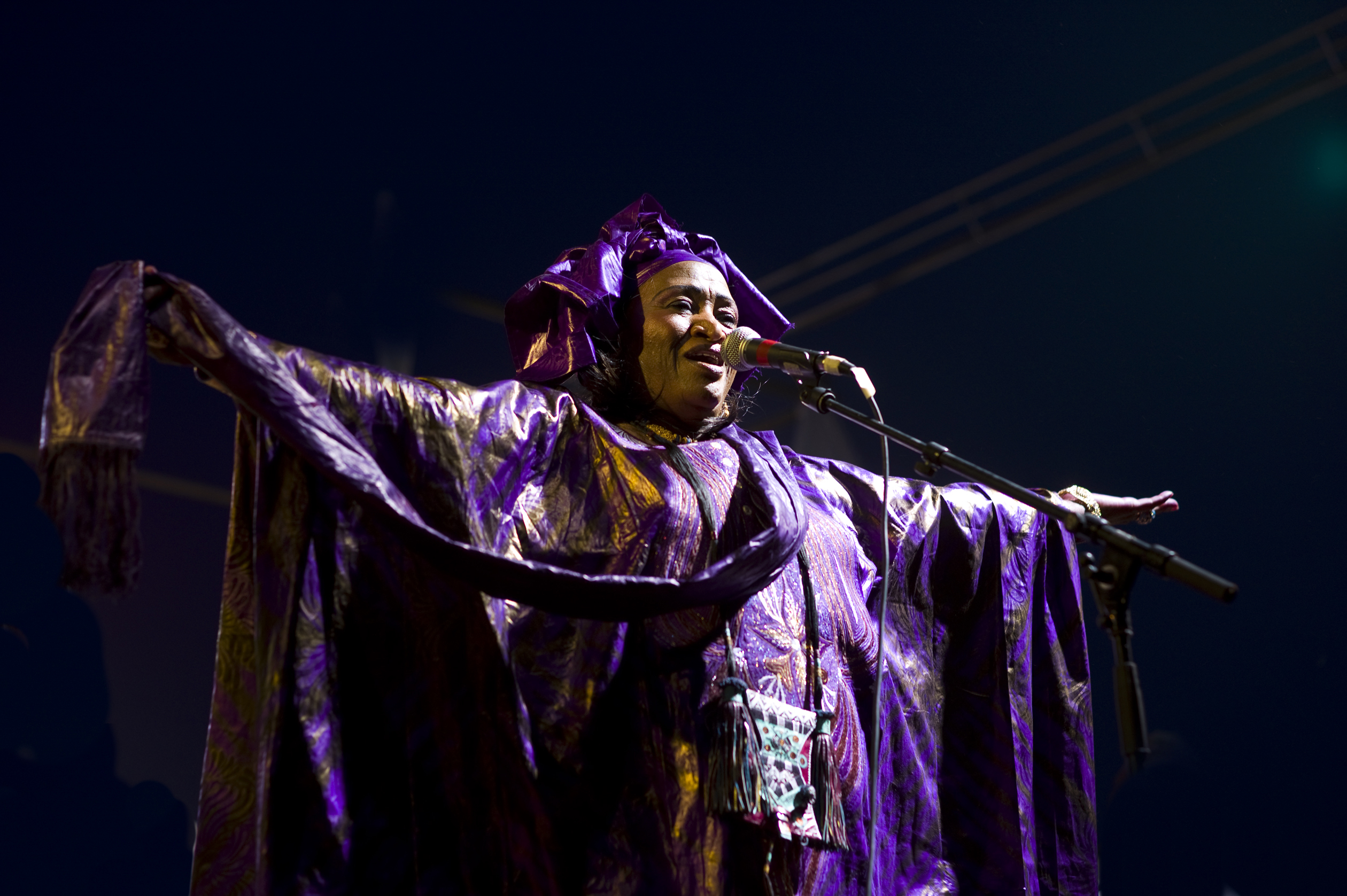
Khaira Arby

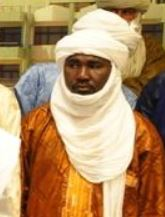
Mahamadou Djeri Maïga

- 9 de junho - Ogobara Doumbo, pesquisador médico (n. 1956). [1]

- 19 de agosto - Khaira Arby, cantora (n. 1959).

- 22 de outubro - Mahamadou Djeri Maïga, político e separatista de Azauade (nascido em 1972).

- 28 de dezembro - Seydou Badian Kouyaté, escritor e político (n. 1928).